# Dasyprocta kalinowskii
Агуті Калиновського (Dasyprocta kalinowskii) — вид гризунів родини агутієвих, що зустрічається на південно-сході Перу на висотах до 3080 м над рівнем моря.

## Етимологія
Вид названий на честь Яна Калиновського (1860–1942), польського зоолога. З 1889 по 1902 рік брав участь в експедиції в Перу. Потім оселився в Перу, одружився, мав не менше 18 дітей, один з яких — Селестіно Калиновський, перуанський орнітолог.